# Myristica atrescens
Myristica atrescens е вид растение от семейство Myristicaceae. Видът е световно застрашен, със статут Уязвим.

## Разпространение
Растението е разпространено в Папуа Нова Гвинея.